# Bak sil lam
O Shaolin do Norte ou Bak Sil Lum (em chinês: 北少林) é um estilo externo de Wushu desenvolvido na região setentrional da China. Nesta região, muito montanhosa, predominam homens de estatura alta, sendo esses alguns dos principais motivos do grande uso das pernas neste estilo. Além de técnicas de chutes, socos, torções, etc, existem mais de quarenta armas usadas no estilo, que incluem, dentre outras facão, espada, punhal, lança e bastão.
São vitais no estilo a concentração e a respiração, além do equilíbrio, características marcantes dos estilos Shaolin. Os seus movimentos foram criados com base nos elementos da natureza e nos animais. Por ser um estilo que visa a resistência, força e elasticidade, todas as partes do corpo são usadas.
Além do que já foi citado, o Shaolin do Norte envolve o combate tradicional e técnicas de quebramento, possibilitando assim uma grande evolução do praticante por meio de exercícios altamente elaborados e de práticas com eficiência há muito comprovadas.